# Kostel Navštívení Panny Marie s piaristickým klášterem (Bílá Voda)
Poutní Kostel Navštívení Panny Marie se nachází v městysi Bílá Voda v okrese Jeseník. Kostel náleží pod Římskokatolickou farnost Bílá Voda, děkanát Jeseník, diecéze Ostravsko-opavská.
Rozsáhlý barokní komplex, který je tvořen kostelem Navštívení Panny Marie a piaristickým klášterem s kolejí z 18. století, je od roku 1964 kulturní památkou ČR.

## Historie

### 18. století
Piaristický klášter založil majitel Bílé Vody, olomoucký kanovník a pozdější biskup olomoucký a arcibiskup salcburský Jakub Arnošt hrabě z Lichtensteinu-Castelcorna (1690–1747). Jeho rozhodnutí z roku 1717 bylo naplněno až v roce 1724. V roce 1720 navštívili piaristé z Kroměříže stavební místo v Bílé Vodě. Dne 15. ledna 1723 vydal hrabě Lichtenštejn zakládací listinu koleje. Stavba komplexu proběhla ve třech etapách. Dne 18. února 1724 přišli první piaristé do Bílé Vody a zahájili výstavbu koleje a semináře. Ještě před tím bylo postaveno pro dělníky, ale také pro poutníky, provizorium (dům č.p. 60) – pozdější hospic. Svěcení základního kamene bylo odloženo na pozdější dobu, proběhla pouze mše. Do základního kamene byly v roce 1725 uloženy ostatky svatého Jana Nepomuckého. V první polovině roku 1727 bylo postaveno několik cel, sklep pod kuchyní a asi bibliotéka. Dne 2. července 1727 se obědvalo v novém refektáři. Celá kolej, tzn. východní kvadratura blíže kostelu, byla otevřena 24. prosince 1724. V roce 1727 byla zřízena u poutního kostela navštívení Panny Marie farnost a zahájena výuka na triviální škole a šestitřídním gymnasiu.
V druhé etapě byla v roce 1729 zahájena výstavba západní části kláštera (piaristického semináře). Dokončení této části bylo 16. června 1733. Stavbu konventu řídil rektor piaristického dómu v Kroměříži. Plány vypracoval Václav Schiller. Plná výuka byla zahájena 1. listopadu 1734. V roce 1733 byl založen hudební seminář. V roce 1751 přibylo filosofické studium otevřené i pro světské žáky.
Třetí etapa výstavby byla zahájena až v roce 1755 přestavbou původního kostela, který už nestačil svou kapacitou vzrůstajícímu přílivu návštěvníků. Stavba kostela proběhla v letech 1755–1765 na místě původního menšího kostela, který byl postaven v období 1602–1604 baronem Kryštofem z Maltic. Plány na přestavbu vytvořil pravděpodobně slezský architekt Felix Antonín Hammerschmidt. První bohoslužba se uskutečnila v roce 1765. Slavnostní svěcení provedl 14. září 1777 vratislavský biskup Filip Gotthard ze Schaffgotsche. Věž byla dokončena až v roce 1767.

### 19. století
Nepříznivé vlivy osvícenské reformy školství a státní bankrot v roce 1811, který znehodnotil peněžní nadace, se neblaze projevily na působení konventu. V roce 1786 bylo zrušeno filosofické studium, v roce 1818 hudební seminář a v roce 1829 gymnasium, základní škola byla předána do světské správy v roce 1872. Piaristé nadále působili v Bílé Vodě jako správci fary až do roku 1938, kdy zemřel P. Adolf Pospíšil.
V letech 1786 až 1896 v klášteře působil slezský provinciát kongregace Chudých školských sester naší Paní, který byl vyhnán z Vratislavi. Některé sestry se po roce 1896 do Vratislavi nevrátily a dále provozovaly mateřskou, obecnou a hospodyňskou školu a útulek pro přestárlé řeholnice.

### 20. století
V září 1950 byly v Československu zrušeny ženské kláštery. Řádové sestry pak byly přemístěny do různých míst sběrných klášterů a piaristický klášter v Bílé Vodě byl určen pro starší a práce neschopné řádové sestry. Prvních 148 řádových sester přišlo do Bílé Vody 28. září 1950. Najednou zde bylo až 450 řeholnic a postupně se zde vystřídalo na tisíc sester ze čtrnácti řádů a kongregací. Během čtyřiceti let internace byla na zdejším hřbitově pochována většina sester, které zde žily. Poslední z internovaných kongregací, řádové sestry z řádu Vincentek, odešly v roce 2005.
Internaci a život sester v Bílé Vodě připomíná nedaleké Muzeum izolace, internace a integrace. Osudy internovaných řeholnic jsou také tématem románu Kateřiny Tučkové z roku 2022 Bílá Voda.
V letech 1988 až 1991 byla provedena generální oprava konventu včetně rekonstrukce fasád a opravy střech.
Od roku 1997 byla prováděna obnova interiéru kostela včetně restaurování mobiliáře kostela a provedeno zajištění statiky. V roce 2012 byly opraveny střechy, fasády a provedena výmalba kostela. Náklady na opravu střech a krovů činily přes pět miliónů korun. Prostředky byly čerpány z Programu rozvoje venkova Ministerstva zemědělství ČR, Krajského úřadu Olomouckého kraje a Biskupství ostravsko-opavského.

## Program záchrany architektonického dědictví
V rámci Programu záchrany architektonického dědictví bylo v letech 1996–1998 na opravu kláštera a kostela čerpáno 4 700 000 Kč.
| rok    | 1996  | 1997  | 1998 |
| ------ | ----- | ----- | ---- |
| částka | 2 000 | 1 900 | 800  |

## Popis

### Kostel
Jednolodní orientovaná podélná zděná stavba s odsazeným a pravoúhle zakončeným závěrem a věží v západním průčelí. Stavba je postavena z cihel a lomového kamene, hladce omítnutá bílým nátěrem s okrově zvýrazněným plastickým členěním. Nad hlavním portálem je kartuše s erby Lichtenstein-Castelcornů a Salmů, majitelů Bílé Vody.
Kněžiště je pravoúhlé zaklenuté dvěma poli úzkých placek mezi dvojicemi pasů. Pasy nasedají na pilastry s podnoží, patkou, kompozitní hlavicí a úseky kladí. Ke kněžišti na severní a jižní straně přiléhají sakristie s oratořemi v patře, vchody do sakristií jsou pravoúhlé s ostěním. Kněžiště je odděleno od lodi půlkruhovým triumfálním obloukem. Loď je obdélníková zaklenuta čtyřmi plackami s výsečemi mezi dvojicemi pasů, které jsou neseny pilastry obdobně jako v kněžišti. Loď je na bocích rozšířená mělkými výklenky, které jsou zaklenuty valeně, v každém je okno s půlkruhovými odsazenými záklenky. V západní části lodi je na dvou pilířích kruchta, která je zaklenuta třemi plackami se zrcadly. Šnekové schodiště na kruchtu se nachází v severozápadní části lodi. Kruchta je spojena s přilehlým klášterem. Fasády jsou členěny pilastry na bocích lodi zdvojenými. Západní průčelí je konkávně prohnuto a zakončeno volutovým štítem. K průčelí je přisazena čtyřboká čtyřpatrová hranolová věž se zaobleným nárožím, ve zvonovém patře je členěna pilastry. Vstup do kostela je podvěžím, které je zaklenuto křížovou klenbou.
Sakristie obtáčejí kněžiště ze tří stran. Jižní a severní mají v patře oratoře, které jsou zaklenuté křížovou klenbou, otevřené do kněžiště půlkruhovými otvory s balustrádou. Střecha lodi a kněžiště je sedlová, kněžiště má střechu zvalbenou, věž má ukončení stanovou střechou. Při opravách v roce 2012 byly nahrazeny eternitové šablony šindelem.
Hlavním oltář nese obraz od malíře Ignáce Raabeho, který představuje výjev ze života Panny Marie. Nad oltářem, je umístěna kopie pozdně gotické sošky Madonny s Ježíškem, která pochází z dílny krakovského mistra Vita Stvoše. Na kruchtě jsou varhany vyrobené firmou Rieger z konce 19. století.

### Klášter
Jednopatrová čtyřkřídlá dispozice kláštera je tvořena dvěma kvadraturami (vnitřními dvory). Hlavní průčelí je jedenáctiosé se třemi průchody, v hlavní ose budovy zdůrazněn prostřední portál, nad nímž je osmiboká věžička s lucernou vyrůstající z mansardové střechy. Věž má dvě půlkruhově zaklenutá okénka, hrany věže jsou zdobené pilastry s profilovanou hlavicí a římsou. Pilastry vysokého řádu, které vybíhají od přízemí až ke korunní římse, člení fasádu celé budovy. Mezi pilastry jsou lizénové rámy. Okna jsou pravoúhlá v prvním patře se zalamovanými šambránami a malými klenáky. V přízemí zalamované šambrány s návojovou římsou nad nimi.
Spojovací křídlo s kostelem je pětiosé, ve střední části je vstupní portál. Západní křídlo je devítiosé, severní čtrnáctiosé, ve střední části vstup. Na spojovací křídlo je napojeno čtrnáctiosé východní křídlo. Celý objekt má hladkou omítku okrové barvy, plastické členění je bílé barvy. Prostory v přízemí mají valené klenby s výsečemi a křížové klenby. Ambit východní části má po obvodu zazděnou arkádu na pilířích. V západní části má arkádu na třech stranách. Rajská zahrada má obdélný půdorys, ve školní části je větší než u bývalé koleje.